# Limnochromis abeelei
Limnochromis abeelei är en fiskart som beskrevs av Poll, 1949. Limnochromis abeelei ingår i släktet Limnochromis och familjen Cichlidae. IUCN kategoriserar arten globalt som livskraftig. Inga underarter finns listade i Catalogue of Life.